# Plac Ludwika Waryńskiego w Poznaniu
Plac Ludwika Waryńskiego – plac o wymiarach 200 × 130 metrów, zlokalizowany w Poznaniu, stanowiący centralny punkt Ogrodów i bardzo ważny węzeł przesiadkowy w aglomeracyjnym systemie komunikacji miejskiej i podmiejskiej. Nazwę nadano w 1957.

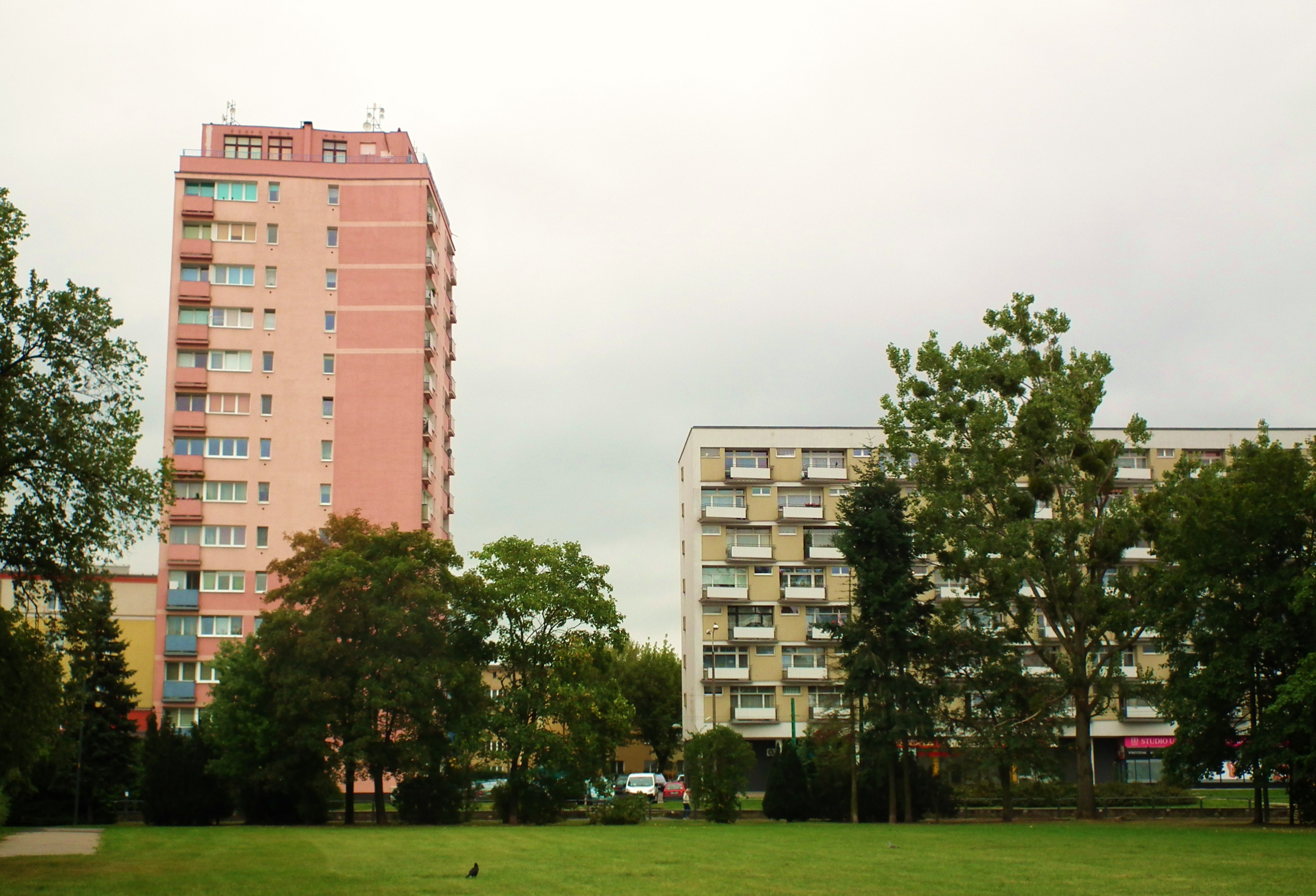
Widok ogólny

W 1927 zaplanowano w miejscu obecnego placu budowę wielopawilonowego szpitala miejskiego (11 ha), którego tereny miały się rozciągać aż do ul. Szamarzewskiego. Projekt zakładał budowę kilkunastu obiektów z głównym wejściem od ul. Dąbrowskiego naprzeciw wylotu ul. Botanicznej.
Plac znajduje się na styku ulic Dąbrowskiego i Szpitalnej. W jego centrum rozlokowana jest pętla tramwajowa Ogrody dla linii 2, 7, 8 i 18. Obok i w okolicznych ulicach, umieszczono przystanki linii autobusowych miejskich i podmiejskich, przede wszystkim w kierunku Smochowic, Krzyżownik, Kiekrza i gmin Tarnowo Podgórne oraz Kaźmierz. Istnieje tu też przystanek PKS.
Wnętrze pętli tramwajowej wypełnia zieleń. Otoczenie placu stanowią natomiast bloki mieszkaniowe, pawilony handlowe, banki i gastronomia. Szczególnie charakterystyczne są dwa modernistyczne budynki na wschodniej pierzei placu, powstałe w pracowniach poznańskiego Miastoprojektu:
- blok mieszkaniowy z 1961 (nr 5/8) projektu Jana Węcławskiego i Jana Cieślińskiego w formie 8-kondygnacyjnej deski z lokalami handlowymi w parterze i 84 mieszkaniami. Ciekawie ujęta została gra światłocieni na ekspresyjnie rozplanowanej elewacji tego domu z trapezowymi balkonami. Według Piotra Marciniaka budynek przypomina ekskluzywne realizacje europejskie z tego okresu, np. apartamentowiec La Barceloneta Jose Antonia Codercha z 1951,
- 15-kondygnacyjny punktowiec (nr 9) projektu Jana Cieślińskiego i Zygmunta Waschko z tego samego okresu, będący determinantą urbanistyczną tej części Jeżyc i symbolem wjazdu do miasta od strony zachodniej. Przez wiele lat był to najwyższy budynek w Poznaniu. Wykonano go w nietypowej konstrukcji stalowej.

Oba opisane wyżej budynki (łącznie na 850 mieszkań) były architektonicznymi nowinkami okresu, w którym powstały i po dziś dzień stanowią o wysokich walorach urbanistycznych placu. Powstanie wieżowca wiązało się z poważnym problemem o charakterze politycznym. Konstrukcja stalowa tego budynku okazała się zbyt droga jak na warunki reglamentacji stali w PRL. Konieczne było uzyskanie cesji na stal od ministra Stanisława Sroki, który oskarżył inwestorów o awanturnictwo inwestycyjne oraz samowolę budowlaną i zażądał usunięcia winnych projektu ze stanowisk. Ostatecznie, za wstawiennictwem Franciszka Frąckowiaka, przewodniczącego Prezydium Rady Narodowej Miasta Poznania, zgody na kontynuowanie budowy w niezmienionej formie udzielił premier Józef Cyrankiewicz. W 2008 niższy budynek miał zostać wyremontowany z zatarciem cech oryginalnych, co wywołało protest architektów związanych z biurem Ultra Architects. Wykonali oni bezpłatnie wdrożony ostatecznie projekt remontu zgodny z ideą pierwotną.
Ponadto w bliższym lub dalszym sąsiedztwie Placu Waryńskiego znajdują się: Ogród Botaniczny, Kolegium Zembala, Kolegium Znanieckiego i stary cmentarz na Ogrodach.